# Velká Polom
Velká Polom – wieś gminna i gmina w powiecie Ostrawa-miasto, w kraju morawsko-śląskim, w Czechach. Liczba mieszkańców wynosi 1809, a powierzchnia 11,65 km². 
Miejscowość położona jest na Śląsku Opawskim, na północno-zachodnim skraju powiatu. Od strony południowo-wschodniej sąsiaduje z Ostrawą, na południu z Dolní Lhotą i Horní Lhotą, na zachodzie z Hrabynią (powiat Opawa), na północy z Chlebičovem i Dobroslavicami (powiat Opawa).
Do 31 grudnia 2006 roku miejscowość wchodziła w skład powiatu Opawa, 1 stycznia 2007 została objęta rozszerzonym powiatem Ostrawa-miasto.

## Historia
Pierwsza wzmianka pochodzi z 1288. Pod koniec XIII wieku została tu wystawiona wodna forteca, której ruiny zachowały się do dziś. W XIX wieku właścicielami wsi był ród Wilczków. W 1869 wieś liczyła 907 mieszkańców, w 1921 1318, a w 1970 1312.